# Kępice
Kępice (Hammermühle fino al 1945) è un comune urbano-rurale polacco del distretto di Słupsk, nel voivodato della Pomerania.
Ricopre una superficie di 293,43 km² e nel 2004 contava 9 713 abitanti.